# Ижевский электромеханический завод «Купол»

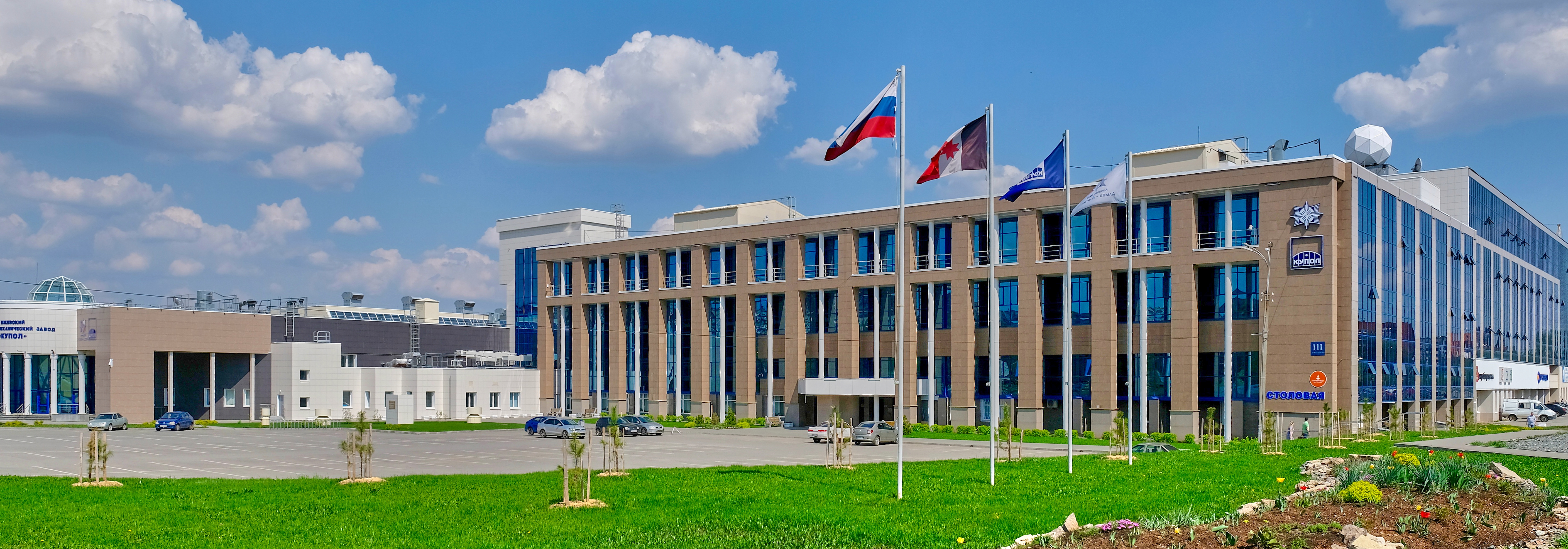
Производственный корпус на пересечении ул. Молодёжная и пр. Калашникова

АО «Ижевский электромеханический завод „Купол“» (АО «ИЭМЗ „Купол“») — советское и российское научно-производственное предприятие, расположенное в городе Ижевске (Удмуртская Республика РФ, ул. Песочная, 3), одно из крупнейших предприятий оборонно-промышленного комплекса России. Создано в 1957 году.
Входит в Концерн ПВО «Алмаз-Антей» как одно из головных предприятий-изготовителей.
Данное предприятие выпускает ЗРК «Тор-М2Э», также мишенно-тренировочные комплексы «Саман-М1» и «Адъютант», и производит их сервисное обслуживание. 
Также производятся гироскопы, нанокомпозиты, особо чистые материалы, оборудование для атомных электростанций, для нефтедобычи, для конвейерных линий ликёро-водочных заводов. 
Из продукции гражданского назначения выпускаются центральные кондиционеры, теплообменное оборудование, тепловентиляторы и тепловые завесы с электрическим и водяным источником тепла, электрические инфрaкрасные обогреватели, жидкотопливные и газовые воздухонагреватели, сооружения очистки производственных сточных вод и другая продукция.
Перед зданием предприятия на постаменте стоит памятник выпускавшемуся здесь мобильному зенитно-ракетному комплексу «Оса-АКМ».
После российского вторжения на Украину, в июле 2023 года, на заводе началось производство ударных беспилотников «Гарпия-А1», использующих двигатели и комплектующие из Китая.
16 декабря 2022 года предприятие внесено в санкционные списки Евросоюза, так как оно «несёт ответственность за поддержку действий, которые подрывают или угрожают территориальной целостности, суверенитету и независимости Украины, в частности за поставку вооружения в ВС РФ, которое используется в ходе нападения на Украину». По аналогичному основанию завод включён в санкционные списки США, Канады, Украины и Швейцарии.
В ходе российско-украинской войны, 1 июля 2025 года предприятие было атаковано дронами Вооружённых сил Украины.

## Награды
- Орден «За доблестный труд» (2025)[11]
- Премия правительства Удмуртской Республики за выдающиеся достижения в труде[12]